# Therlinya wiangaree
Espèce
Therlinya wiangaree est une espèce d'araignées aranéomorphes de la famille des Stiphidiidae.

## Distribution
Cette espèce est endémique d'Australie. Elle se rencontre dans le Nord-Est de la Nouvelle-Galles du Sud et dans le Sud-Est du Queensland dans les Border Ranges.

## Description
Le mâle holotype mesure 6,86 mm et la femelle paratype 7,55 mm.

## Étymologie
Son nom d'espèce lui a été donné en référence au lieu de sa découverte, la forêt d'État de Wiangaree.

## Publication originale
- Gray & Smith, 2002 : Therlinya, a new genus of spiders from eastern Australia (Araneae: Amaurobioidea). Records of the Australian Museum, vol. 54, p. 293-312 (texte intégral).